# نیک خان
نیکولاس خان (به انگلیسی: Nicholas Khan) مدیر اجرایی تجاری آمریکایی است. او به عنوان مدیرعامل اجرایی شرکت کشتی حرفه‌ای دبلیودبلیوئی و عضو هیئت مدیره گروه تی‌کی‌او فعالیت می‌کند.

## اوایل زندگی
خان از والدین ایرانی که به ایالات متحده مهاجرت کرده بودند، متولد شد. او به همراه خواهرش، نهناتچکا خان، در لاس وگاس متولد و بزرگ شد.

## زندگی شخصی
او از شیخ آهنین به عنوان کشتی‌گیر مورد علاقه‌اش یاد می‌کند. او در سال ۱۹۹۳ به عنوان راهنما در رویداد رسلمنیا ۹ کار کرد.
در سال ۲۰۰۰، خان به عنوان یکی از شرکت‌کنندگان در مسابقه چرخ شانس حضور داشت و برنده ۱۶,۶۵۰ دلار شد و از این جایزه برای تحصیل در دانشکده حقوق ویتیر استفاده کرد و در ادامه پس از قبولی در آزمون وکالت، به مدت ۷ سال به عنوان وکیل مشغول به فعالیت شد.

## زندگی کاری

### دبلیودبلیوئی (۲۰۲۰−اکنون)
در اوت ۲۰۲۰، او به عنوان مدیر ارشد درآمد دبلیودبلیوئی منصوب شد.
در ۱۵ ژوئن ۲۰۲۲، وال‌استریت ژورنال گزارش داد که وینس مک‌من، مالک وقت شرکت درگیر تحقیقات در مورد توافق ۳ میلیون دلاری برای پرداخت حق‌السکوت به یکی از کارمندان این شرکت است. مک‌من یک ماه بعد در ۲۰ ژوئیه ۲۰۲۲ بازنشستگی خود را اعلام کرد و خان و استفانی مک‌من، به عنوان مدیرعاملان اجرایی مشترک منصوب شدند. در ژانویه ۲۰۲۳، یک هفته پس از اعلام بازگشت وینس مک‌من به عنوان رئیس هیئت مدیره، استفانی از سمت خود استعفاء داد و خان به عنوان تنها مدیر اجرایی باقی ماند.
در ۳ آوریل ۲۰۲۳، دبلیودبلیوئی با گروه اندیور به توافق رسیدند تا با شرکت مادر یواف‌سی یعنی زافا ادغام شده و یک شرکت رسانه‌ای جدید با نام گروه تی‌کی‌او را ایجاد کنند. این ادغام در ۱۲ سپتامبر ۲۰۲۳ تکمیل شد و کارکنان اندیور، یواف‌سی و دبلیودبلیوئی، زنگ بازار بورس نیویورک را به صدا در آوردند تا اولین سهام تی‌کی‌او را جشن بگیرند. در این ادغام، خان در سمت خود ابقا شد و صاحب کرسی در هیئت مدیره تی‌کی‌او شد.
او در سال‌های ۲۰۲۳ و ۲۰۲۴ از دیدگاه رسانه تخصصی کشتی حرفه‌ای WON، برنده جایزه بهترین مبلغ کشتی حرفه‌ای سال شد.